# Trivio

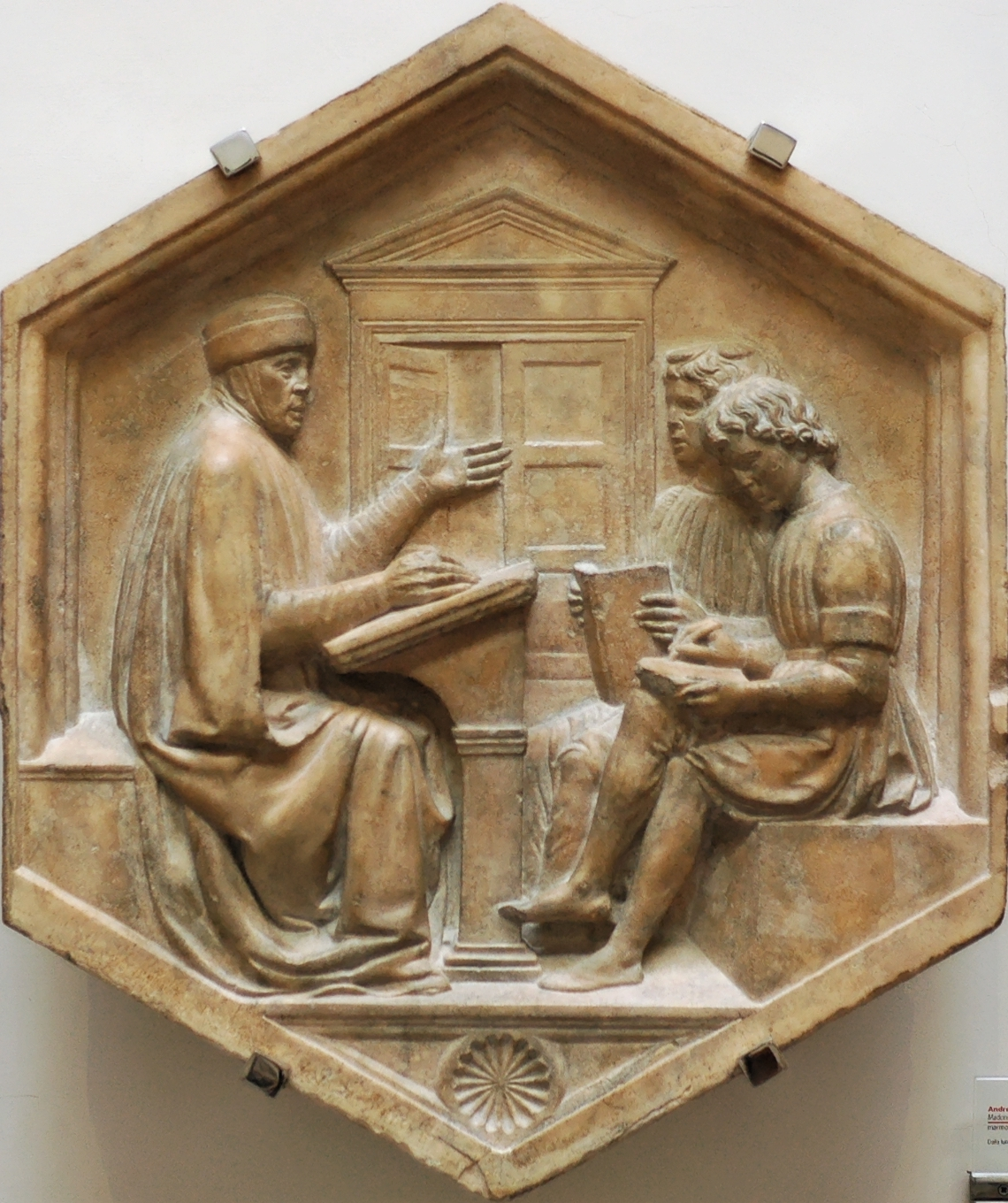
Prisciano o la Grammatica, formella del Campanile di Giotto, Luca della Robbia

Il trivio o trivium, in epoca medievale, stava ad indicare ad un tempo tre arti liberali  ed il loro insegnamento. Ad esso seguiva tematicamente il quadrivio.
Il Trivium riguardava tre discipline filosofico-letterarie:
1. dialettica, cioè la filosofia.
2. grammatica, ovvero la lingua latina;
3. retorica, cioè l'arte di comporre un discorso e di parlare in pubblico.

Questa suddivisione si deve a Marziano Capella, un filosofo della tarda latinità (IV-V secolo d.C.) che si occupò, fra le altre cose, di suddividere in categorie tutto lo scibile umano.

## Simbologia

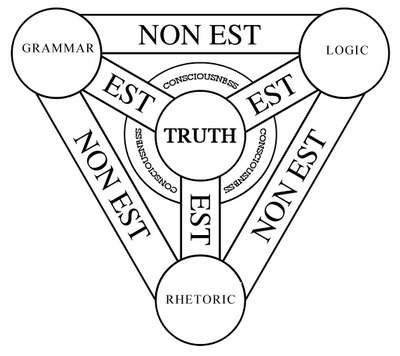
Scudo della Trinità con la rappresentazione delle tre arti liberali.

Frequentemente le arti liberali erano oggetto di rappresentazioni simboliche nell'arte e nella letteratura. Si riteneva che le attività della mente umana fossero influenzate dalle forze naturali, in particolare i pianeti, collegando più discipline in un sistema di corrispondenze tipicamente medievale.
La grammatica aveva come simbolo una donna con una fontana in mano, simbolo della prima acqua con cui gli studenti soddisfacevano la loro sete di sapere. Il cielo di riferimento è quello della Luna, legato all'età dell'infanzia, in cui si studia la grammatica. La figura allegorica della Grammatica è una giovane donna coronata che offre un frutto (spesso un fico) a un bambino che tiene in braccio sulla destra, mentre con un'asta nella destra indica la porta del sapere. La figura storica di riferimento è Elio Donato o Prisciano.
La retorica ha come simbolo una giovane donna che guarda in uno specchio. Il cielo di riferimento è Venere, legato all'età dell'adolescenza, età in cui si studia la retorica. La figura allegorica mostra una donna che tiene in mano un cartiglio con la scritta "Mulceo dum loquor varios induta colores". Figura di riferimento è Cicerone, spesso rappresentato con un libro in mano e con l'altra che lo indica, oltre talvolta a una terza mano sotto il mantello che indica la riflessione.
La dialettica o logica ha come simbolo un uomo che scrive un libro. Il cielo di riferimento è quello di Mercurio, protettore dei mercanti, che devono eccellere nell'arte della logica. La figura allegorica mostra una donna vestita di bianco che nella mano destra tiene un ramo e in quella sinistra uno scorpione, simbolo del sillogismo. Il personaggio di riferimento è Pietro Ispano.